# Gaetano Carlo Chelli
Gaetano Carlo Chelli (Massa, 29 agosto 1847 – Roma, 22 febbraio 1904) è stato un romanziere italiano.

## Biografia
Chelli nacque in una famiglia della piccola borghesia di Massa. Da giovane ebbe in gestione L'Apuano, un bollettino per gli atti giudiziari e amministrativi della Provincia di Massa Carrara, sul quale furono pubblicati alcuni suoi racconti, ripubblicati in volume a cura di Paolo Giannotti nel 2003. Impiegato nella Manifattura dei Tabacchi, nel 1878 ottenne il trasferimento a Roma, città nella quale trascorse il resto della vita. Esordì come narratore su Cronaca bizantina, la rivista diretta da Angelo Sommaruga, con una novella verista pubblicata nel numero del 16 ottobre 1882. Nel 1883 divenne redattore di Cronaca bizantina. Chelli è stato il primo narratore ad aver ambientato le sue storie nella capitale d'Italia, descrivendo le vicende derivanti dal tumultuoso e disordinato sviluppo nell'età umbertina. Le sue opere non furono molto apprezzate dai contemporanei e quindi furono presto dimenticate. Vennero riscoperte nella seconda metà del XX secolo grazie a Roberto Bigazzi il quale curò fra l'altro la riedizione de L'eredità Ferramonti, il capolavoro di Chelli. Da quest'ultimo romanzo nel 1976 Mauro Bolognini  trasse un film che ebbe molto successo (L'eredità Ferramonti).
Nel 2024 un convegno per i 120 anni dalla morte organizzato dalla sua città natale rilancia lo scrittore con una conferenza e un convegno di studi.

## Opere
- "Fabia"; in appendice al quotidiano romano L'Opinione, 1875; pubblicazione a stampa a cura di Paolo Giannotti; Massa: Alberto Ricciardi Editore; 2004
- La colpa di Bianca , Roma: A. Sommaruga, 1884
- L' eredità Ferramonti: vita romana, Roma: A. Sommaruga, 1884
- Racconti; a cura di Gianni Oliva, Bari: Palomar, 1997